# Сухарев, Иван Егорович
Иван Егорович Сухарев (24.06.1919 — 06.03.1944) — разведчик взвода пешей разведки 288-го стрелкового полка 181-й стрелковой Сталинградской ордена Ленина Краснознамённой дивизии 13-й армии Центрального фронта, сержант. Герой Советского Союза.

## Биография
Родился в 1919 году в селе Бым ныне Кунгурского района Пермского края. Работал сапожником.
В Красной Армии с 1939 года. Участник Великой Отечественной войны с 1942 года. Принимал участие в Сталинградской битве в составе 10-й стрелковой дивизии войск НКВД СССР, затем в Курской битве.
Разведчик взвода пешей разведки 288-го стрелкового полка комсомолец сержант Иван Сухарев преодолел 22 сентября 1943 года Днепр у деревни Берёзка Брагинского района Гомельской области Белоруссии, разведал систему огня в обороне противника. Ночью под обстрелом врага переправил на правый берег группу прикрытия и разместил её на удобной огневой позиции. Затем на лодке переправил через Днепр батальон и две роты с боевой техникой.
Указом Президиума Верховного Совета СССР от 16 октября 1943 года за образцовое выполнение боевых заданий командования и проявленные при этом мужество и героизм, сержанту Сухареву Ивану Егоровичу присвоено звание Героя Советского Союза с вручением ордена Ленина и медали «Золотая Звезда».
Затем участвовал в освобождении Ровенской области Украинской ССР от немецко-вражеских захватчиков. Младший лейтенант Иван Сухарев погиб 6 марта 1944 года. Похоронен в городе Ровно Украинской ССР.
Награждён орденом Ленина.

## Память
В городе Кунгур Пермского края на здании школы № 18 в честь Героя установлена мемориальная доска.